# گرین پوند (آلاباما)
گرین پوند (به انگلیسی: Green Pond) یک منطقهٔ مسکونی در ایالات متحده آمریکا است که در شهرستان بیب، آلاباما واقع شده‌است. گرین پوند ۱۸۱٫۰۵ متر بالاتر از سطح دریا واقع شده‌است.